# Uttar Kalas
Uttar Kalas è una suddivisione dell'India, classificata come census town, di 5.437 abitanti, situata nel distretto dei 24 Pargana Sud, nello stato federato del Bengala Occidentale. In base al numero di abitanti la città rientra nella classe V (da 5.000 a 9.999 persone).

## Geografia fisica
La città è situata a 22° 15' 15 N e 88° 21' 16 E.

## Società

### Evoluzione demografica
Al censimento del 2001 la popolazione di Uttar Kalas assommava a 5.437 persone, delle quali 2.786 maschi e 2.651 femmine. I bambini di età inferiore o uguale ai sei anni assommavano a 1.091, dei quali 556 maschi e 535 femmine. Infine, coloro che erano in grado di saper almeno leggere e scrivere erano 3.034, dei quali 1.748 maschi e 1.286 femmine.